# نيفير
نيفير أو نِيفَارِص أو نِيفَارِش (بالفرنسية: Nevers)‏، هي بلدية فرنسية لوسط فرنسا، تقع في إقليم نِيَفر في ناحية بورغون-فرانش-كونت (Bourgogne-Franche-Comté). تجمع 34 841 نسمة (تعداد 2013)، ضواحيها 60176 نسمة (Unité urbaine de Nevers)، ومساحتها الحضرية 101586 نسمة (Aire urbaine de Nevers).
هذه هي المدينة الرئيسية ل إقليم نِيَفر وثالثة أكبر مدن في برغونية إفرنش كمته (Bourgogne-Franche-Comté)، تقع بين شالون سور ساون (chalon-sur-saône) واوكسير (Auxerre).
عاصمة لمحافظة نيفير في ظل النظام القديم، صُممت كمحافظة لنيفير عندإعادة تنظيم الأراضي ل1790. يُدعى سكانها بنيفارسوَا.

## المناخ
يظهر الجدول التالي التغييرات المناخية على مدار السنة لنيفير:
| البيانات المناخية لـنيفير                      | البيانات المناخية لـنيفير | البيانات المناخية لـنيفير | البيانات المناخية لـنيفير | البيانات المناخية لـنيفير | البيانات المناخية لـنيفير | البيانات المناخية لـنيفير | البيانات المناخية لـنيفير | البيانات المناخية لـنيفير | البيانات المناخية لـنيفير | البيانات المناخية لـنيفير | البيانات المناخية لـنيفير | البيانات المناخية لـنيفير | البيانات المناخية لـنيفير |
| الشهر                                          | يناير                     | فبراير                    | مارس                      | أبريل                     | مايو                      | يونيو                     | يوليو                     | أغسطس                     | سبتمبر                    | أكتوبر                    | نوفمبر                    | ديسمبر                    | المعدل السنوي             |
| ---------------------------------------------- | ------------------------- | ------------------------- | ------------------------- | ------------------------- | ------------------------- | ------------------------- | ------------------------- | ------------------------- | ------------------------- | ------------------------- | ------------------------- | ------------------------- | ------------------------- |
| الدرجة القصوى °م (°ف)                          | 17.2 (63.0)               | 23.5 (74.3)               | 26.7 (80.1)               | 30.0 (86.0)               | 31.0 (87.8)               | 39.0 (102.2)              | 38.7 (101.7)              | 39.2 (102.6)              | 35.1 (95.2)               | 30.2 (86.4)               | 23.5 (74.3)               | 19.5 (67.1)               | 39.2 (102.6)              |
| متوسط درجة الحرارة الكبرى °م (°ف)              | 6.7 (44.1)                | 8.3 (46.9)                | 12.4 (54.3)               | 15.4 (59.7)               | 19.4 (66.9)               | 22.8 (73.0)               | 25.5 (77.9)               | 25.2 (77.4)               | 21.4 (70.5)               | 16.7 (62.1)               | 10.5 (50.9)               | 7.1 (44.8)                | 16.0 (60.8)               |
| متوسط درجة الحرارة الصغرى °م (°ف)              | 0.2 (32.4)                | −0.1 (31.8)               | 1.8 (35.2)                | 3.9 (39.0)                | 7.9 (46.2)                | 10.9 (51.6)               | 12.8 (55.0)               | 12.3 (54.1)               | 9.1 (48.4)                | 7.0 (44.6)                | 2.8 (37.0)                | 0.8 (33.4)                | 5.8 (42.4)                |
| أدنى درجة حرارة °م (°ف)                        | −25 (−13)                 | −21.8 (−7.2)              | −13.8 (7.2)               | −7.5 (18.5)               | −4.8 (23.4)               | 0.2 (32.4)                | 3.4 (38.1)                | 0.3 (32.5)                | −1.2 (29.8)               | −8.9 (16.0)               | −12.3 (9.9)               | −16.8 (1.8)               | −21.8 (−7.2)              |
| الهطول مم (إنش)                                | 62.0 (2.44)               | 57.8 (2.28)               | 54.3 (2.14)               | 68.7 (2.70)               | 80.1 (3.15)               | 70.1 (2.76)               | 61.8 (2.43)               | 60.9 (2.40)               | 67.5 (2.66)               | 77.6 (3.06)               | 70.1 (2.76)               | 73.2 (2.88)               | 804.1 (31.66)             |
| متوسط أيام هطول الأمطار                        | 12.0                      | 10.0                      | 10.3                      | 10.7                      | 11.5                      | 8.8                       | 8.3                       | 8.3                       | 8.4                       | 11.0                      | 11.6                      | 11.7                      | 122.7                     |
| متوسط الرطوبة النسبية (%)                      | 87                        | 82                        | 78                        | 74                        | 77                        | 76                        | 74                        | 77                        | 80                        | 85                        | 87                        | 87                        | 80.3                      |
| ساعات سطوع الشمس الشهرية                       | 65.5                      | 85.6                      | 147.7                     | 170.3                     | 197.9                     | 223.2                     | 235.0                     | 227.5                     | 180.0                     | 121.0                     | 65.4                      | 54.9                      | 1٬774                     |
| المصدر #1: Météo France                        |                           |                           |                           |                           |                           |                           |                           |                           |                           |                           |                           |                           |                           |
| المصدر #2: Infoclimat.fr (humidity, 1961–1990) |                           |                           |                           |                           |                           |                           |                           |                           |                           |                           |                           |                           |                           |

## توأمة
لنيفير اتفاقيات توأمة مع كل من:
- مانتوفا (1959 -)
- شارفيل-ميزيير (1959 -)
- كوبلنتس (1963 -)
- Lund Municipality [الإنجليزية]‏ منذ (1967 -)[12]
- نويبراندنبورغ (1973 -)
- سانت ألبانز (1974 -)
- الحمامات (1984 -)
- كورتا دي أرجيش (1990 -)
- سيدلس (2002 -)
- ستافروبولي (2004 -)
- تايتشو (2006 -)
- Erzsébetváros [الإنجليزية]‏
- مربلة
- أسمرة
- سريمسكا ميتروفيتشا
- مينسك

## أعلام
- برونو مارتيني
- جان الثاني، كونت نيفير
- روزيلين باشيلو
- مارتن مارتينيز
- لويس الأول، كونت فلاندرز
- يان الثاني
- جوليان برنارد
- برناديت سوبيروس
- بارفايت مانداندا
- فرانسوا الأول، دوق نيفير